# Briis-sous-Forges
Briis-sous-Forges è un comune francese di 3 403 abitanti situato nel dipartimento dell'Essonne nella regione dell'Île-de-France.

## Società

### Evoluzione demografica
Abitanti censiti